# Zawodzie (Silésie)
Pour les articles homonymes, voir Zawodzie.
Zawodzie est une localité polonaise de la gmina de Poczesna, située dans le powiat de Częstochowa en voïvodie de Silésie.